# ساغند
ساغَند، روستایی از توابع بخش خرانق شهرستان اردکان در استان یزد ایران است .

## موقعیت جغرافیایی
روستای ساغند یکی از روستاهای دهستان رباطات از توابع بخش خرانق شهرستان اردکان است. این روستا در بخش شرقی شهرستان اردکان در طول جغرافیایی ۳۲ و ۱۴ و ۵۴ عرض ۴۴ و ۳۱ و ۳۲ واقع شده است. ارتفاع این روستا از سطح دریا ۱۳۱۰ متر می‌باشد. روستا در منطقه‌ای دشتی و  در ۴/۶۴ کیلومتری بخش خرانق و در ۱۳۱ کیلومتری اردکان واقع شده است. از لحاظ موقعیت نسبی در شمال شرقی خرانق و در جنوب جاده بین شهری یزد-طبس در مسیر اصلی شهر مشهد واقع شده است.

## وجه تسمیه
نام ساغند نامی از دوران ایران باستان می‌باشد.

## جاذبه‌های گردشگری و ابنیه تاریخی
روستای ساغند به‌عنوان روستای هدف گردشگری انتخاب شده است. از جمله دلایل آن بافت با ارزش تاریخی این روستا با مساحت ۱۲۶۱۵ متر مربع می‌باشد. همچنین می‌توان از کویر ساغند که در ۵۰ کیلومتری جنوب شرقی روستا با مساحت ۲۲۶۲۵ هکتار قرار گرفته به‌عنوان یکی دیگر از جاذبه‌های گردشگری نام برد.

## صنایع و معادن
از مهمترین معادن موجود در این روستا می‌توان به سنگ آهن چادرملو و معدن اورانیوم و معادن دیگری از قبیل خاک کاشی (باریت)، گل بنتونیت و معادن خرد سنگ آهن نام برد.
وجود شرکت چادرملو و شرکت های فولادی دیگر نیز در این منطقه نیز حائز اهمیت است.

## جمعيت
جمعیت روستا در حال حاضر حدود ۲۰۰ نفر می‌باشد اما در سالیان اخیر به علت نداشتن مراکز آموزشی در مقاطع مختلف و بالاتر از ابتدایی و همچنین خشکسالی‌های اخیر و مواجه شدن با کم‌آبی جهت کشاورزی تاثیر به‌سزایی در روند جمعیت روستا به جا گذاشته که تقریباً حدود ۱۵۰ الی ۲۰۰ نفر به شهرها مهاجرت کردند. با توسعه صنعتی رو به رشد منطقه در چند سال اخیر، برآورد می‌شود جمعیت آن به بیش از دو هزار نفر نیز برسد.

## محصولات کشاورزی و دامداری
به علّت کم‌آبی و خشکسالی‌های اخیر، کشاورزی در این روستا بسیار کم شده است. از جمله محصولات این روستا انار، انگور، زردآلو، و زعفران را می‌توان نام برد که فقط به مصرف اهالی روستا می‌رسد. پرورش شتر یکی از فعالیت‌های بومی این منطقه می‌باشد که امروزه نیز از رونق خوبی برخوردار است.